# Zizina labradus
Zizina labradus (Godart, 1824) è un lepidottero australiano appartenente alla famiglia Lycaenidae.

## Distribuzione
La sottospecie Z. l. labradus si trova in gran parte dell'Australia continentale, sull'isola di Lord Howe, l'isola Norfolk e l'isola di Natale, mentre la sottospecie Z. l. labdalon è ristretta perlopiù alla penisola di Capo York. Questa specie viene spesso scambiata per la congenere Zizina otis. La sottospecie Z. l. labradus è molto comune nei giardini suburbani.